# دوره سوم مجلس شورای اسلامی
انتخابات سومین دوره مجلس شورای ملی پس از انقلاب بهمن ۱۳۵۷ در روز ۱۹ فروردین ۱۳۶۷ برگزار گردید و در تاریخ ۷ خرداد ۱۳۶۷ اولین جلسه مجلس برگزار شد.
رییس مجلس اکبر هاشمی رفسنجانی بود که پس از انتخاب وی به عنوان رئیس‌جمهور، مهدی کروبی رئیس مجلس شد و حسین هاشمیان و اسدالله بیات نائب رییسان بودند.
در این دوره و پس از بازنگری در قانون اساسی جمهوری اسلامی، نام مجلس شورای ملی رسماً به مجلس شورای اسلامی تغییر یافت.از دیگر اتفاقات مهم این دوره نطق پیش از دستور عبدالمجید شرع پسند و انتقادهای تند او از وضعیت کشور و اعلام استعفایش و برخورد بسیار تند مجلسیان به با او به‌خصوص انتقادش به نحوه انتخاب رهبری و درنهایت منجر به اخراج او از مجلس گردیدند